# Johannes von Werden (Franziskaner)
Johannes von Werden (* in Werden an der Ruhr; † 1437 in Köln) war ein Prediger im Franziskanerorden und wurde als Herausgeber und Verfasser von Predigtsammlungen bekannt.

## Leben
Johannes lebte um 1400 im Kölner Franziskanerkonvent, der zur Kölnischen Franziskanerprovinz (Colonia) gehörte. Er galt als hervorragender Volksprediger und stellte seine lateinischen Predigtentwürfe zu mehreren Sammlungen zusammen, die er unter dem werbewirksamen Titel Dormi secure (‚Schlafe ruhig‘) veröffentlichte. Das Werk richtete sich an einfache Seelsorger, die die fertigen Predigtentwürfe nutzen und sich die Vorbereitung auf die Sonntags- und Festpredigten des Jahres damit vereinfachen konnten. Die erste datierte Auflage erschien 1480 in Köln, das Werk wurde im 15. Jahrhundert mindestens 17-mal gedruckt. Ein Werk mit dem Titel Quadragesimale ist verschollen. 